# 20 février 1943
Le samedi 20 février 1943 est le 51e jour de l'année 1943.

## Naissances
- Yvon Thébert (mort le 2 février 2002), archéologue et historien français d'inspiration marxiste
- Carlos (mort le 17 janvier 2008), chanteur, acteur et fantaisiste français
- Charles Milhaud, homme d'affaires français
- Diana L. Paxson, écrivain américaine
- Jean-Pierre Giudicelli, pentathlète français
- Gérard Leclerc, sociologue français
- Mickaël Azouz, maître chocolatier-pâtissier français d'origine algérienne
- Đorđe Đukić, physicien et mécanicien serbe
- Aleksandr Pavlovitch Aleksandrov, cosmonaute soviétique
- Joe Daley, gardien de but de hockey sur glace
- Antonio Inoki, catcheur japonais
- Mike Leigh, metteur en scène de théâtre et réalisateur anglais

## Décès
- Ernest Guglielminetti (né le 23 novembre 1862), médecin suisse
- Paul Boucherot (né le 3 octobre 1869), ingénieur français à la Compagnie des chemins de fer
- Elsie Houston (née le 22 avril 1902), cantatrice brésilienne
- Aleksandr Aniskine (né le 24 novembre 1918), aviateur soviétique
- Donald Haines (né le 9 mai 1919), enfant acteur américain

## Autres événements
- Mise en servie du Unterseeboot 738 et du Unterseeboot 238
- Lancement du Unterseeboot 717
- Naissance du volcan Paricutín au cours d'une éruption qui a duré neuf ans.
- La contre-offensive de Manstein met fin à l'opération Saturne
- L'Attentat de la maison Carro à Nîmes